# Вестерноэ
Вестерноэ (нем. Westernohe) — коммуна в Германии, в земле Рейнланд-Пфальц.
Входит в состав района Вестервальд. Подчиняется управлению Реннерод. Население составляет 948 человек (на 31 декабря 2010 года). Занимает площадь 7,50 км².